# Dichromodes implicata
Dichromodes implicata är en fjärilsart som beskrevs av Goldfinch 1944. Dichromodes implicata ingår i släktet Dichromodes och familjen mätare. Inga underarter finns listade i Catalogue of Life.